# Вермланд (провинция)
Ве́рмланд (швед. Värmland) — историческая провинция Швеции, расположенная в области Свеаланд. Площадь — 18 204 км², численность населения — 312 591 человек (2007).

## География
Вермланд на юге граничит с Вестеръётландом и Дальсландом, на западе с Норвегией, на востоке с Даларной, Вестманландом и Нерке. Бо́льшая часть территории провинции состоит из земель Вермландского лена, однако приход Сёдра-Рода относится к Вестра-Гёталандскому лену, а часть территории коммун Дегерфорс и Карлскуга — к лену Эребру.
К Вермланду относится северная часть крупнейшего в Швеции озера Венерн.

## История
В Вермланде обнаружено сравнительно мало свидетельств о его древней истории, среди них около 500 стоянок, большая часть из которых представляли собой рыбацкие поселения, располагавшиеся на берегах озёр. В юго-западном Вермланде найдены также наскальные рисунки. В районе Венерна обнаружены отдельные предметы эпохи неолита. К позднему неолиту относятся 138 галерейных гробниц, открытых археологами на юго-западе провинции и северная граница которых простирается до Арвики.
Бронзовый век оставил после себя около 2200 дольменов, большая часть из которых располагается вокруг Венерна, Глафсфьорда и Фрюкенских озёр (Эвре-Фрюкен, Меллан-Фрюкен и Недре-Фрюкен). О культуре, оставившей эти сооружения, практически ничего неизвестно.
Находок, относящихся к раннему железному веку, в Вермланде почти нет. Среди того немногого, что было обнаружено, это два десятка полей погребений (большей частью на полуострове Вермландснес) и каменные кольца.
От периода позднего железного века сохранилось более 2200 курганов. В основном, они сконцентрированы на Вермланднесе и по долинам рек Бюэльвен, Норсэльвен и Кларэльвен, но некоторые из них были также найдены и востоку от Венерна и в районе Чёлы на западе. Большинство датируются эпохой Великого переселения народов, остальные относятся к периоду викингов.
Название провинции возникло не ранее XIII века. В средние века границы тогда ещё малозаселённого Вермланда вероятно по большей части совпадали с нынешними, за исключением Нурдмаркского херада, который вошёл в состав провинции лишь в 1570-е годы.

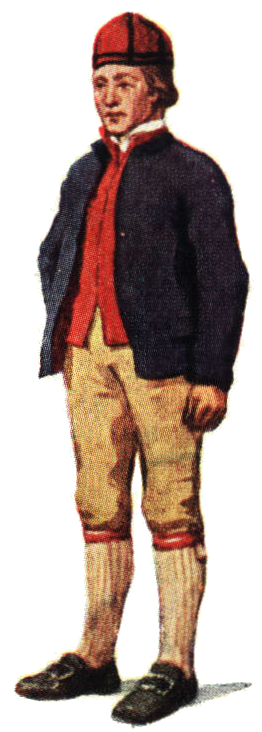
Житель Вермланда в традиционном костюме (Эстервалльскугский приход)

О том, как в Вермланд пришло христианство, практически ничего не известно. В этой провинции, входившей в состав диоцеза Скары, никогда не было монастырей. В 1581 г. Вермланд вместе с вестеръётландскими херадами Вадсбу и Валле был выделен в отдельный диоцез во главе с суперинтендантом, пребывавшем в Мариестаде. В 1647 г. резиденция суперинтенданта была перенесена в Карлстад, а в 1772 г. глава диоцеза получил титул епископа.
С конца XII в. в Вермланде имелся свой лагман, а также существовал местный областной закон, схожий с Вестергёталагом, однако до наших дней он не сохранился. Поскольку в средневековье провинция относилась к Ёталанду, то в 1634 г. при создании Гётеборгского надворного суда Вермланд был передан под его юрисдикцию. В 1815 г. он был передан в юрисдикцию Стокгольмского надворного суда, в связи с чем Вермланд стал относиться к Свеаланду.
В Средние века Вермланд поддерживал тесные контакты с Норвегией и временами скорее был норвежской провинцией, нежели шведской, о чём свидетельствует и старое деление Вермланда на «сюсслы» (Эстерсюссла, Вестерсюссла).
Провинция в позднее средневековье управлялась коронными фогдам, а с 1634 г. был образован Вермландский лен, границы которого по большей части совпадают с нынешними, за исключением Карлскугского бергслага.
В Вермланде в середине XVI в. имелось всего 1100 хемманов, половина из которых (52 %) принадлежала крестьянам-собственникам, 27 % — дворянам, 21 % — церкви и 1 % — короне. В конце XVI и начале XVII вв. происходило активное заселение лесных частей провинции. Среди новопоселенцев был значительный процент финнов. В экономическом плане в Вермланде с XVI по XIX в. преобладало горное дело и производство железа. Во второй половине XIX и в течение XX в. всё большую роль стала играть лесная промышленность. Помимо Карлстада в 1971 г., когда было формально отменено понятие города, в Вермланде имелось шесть городов: Филипстад (получил городские привилегии в 1611 г.), Кристинехамн (1642), Арвика (1821), Карлскуга (1940), Хагфорс (1950) и Сефле (1951).